# Trial

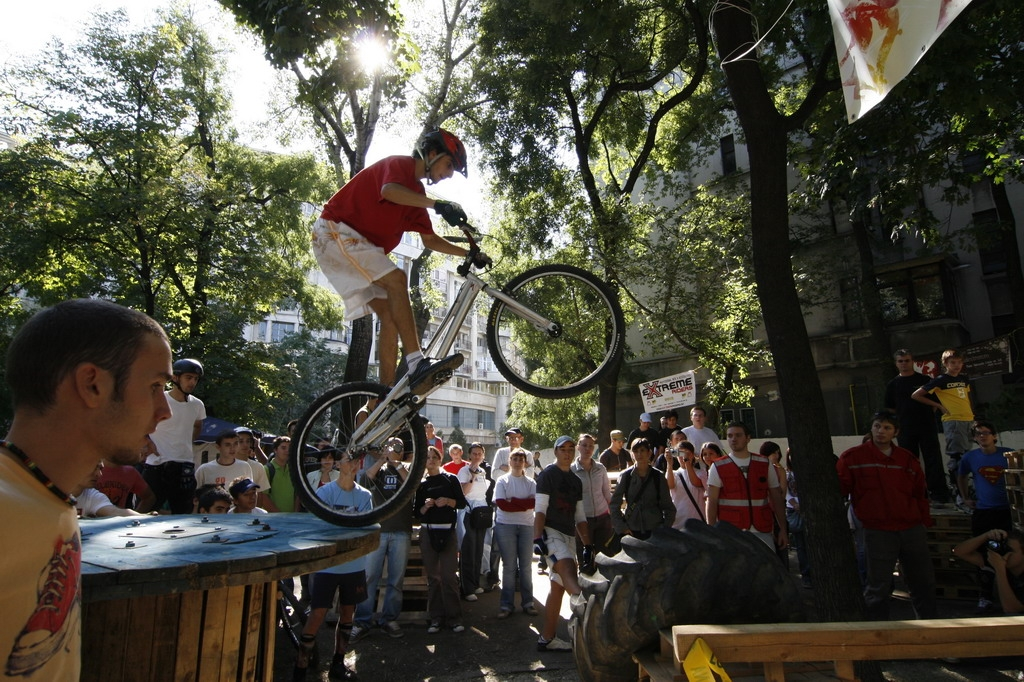
Unul din membrii parcurgând un traseu

Trialul este un sport internațional și individual ce presupune trecerea, cu bicicleta (Biketrial) sau motocicleta (Mototrial), peste diferite obstacole, de-a
lungul unui anumit traseu, făra ca sportivul să atingă obstacolele sau terenul altfel decât cu pneurile. Acest sport este relativ nou în România, dar foarte apreciat pe plan internațional și care cunoaște
o dezvoltare explozivă în întreaga lume. El are atractivitatea și dificultatea sporturilor extreme,
dar făra a include în mod necesar și periculozitatea acestora. Obstacolele fiind variate și de multe ori deosebit de dificile, este de înțeles ca aceasta combinație de ciclism, echilibristica și acrobație a trezit un mare interes în întreaga lume.

## Istorie
Acest sport numit 'Bicycle trials', sau Trialsin în Spania, sau Cyclotrials în Marea Britanie și mai târziu Biketrials s-a dezvoltat, lent la început, în America prin anii 1970. Eddy Kessler, campionul statului Texas la trial în perioada 1973-1980, și organizatorul a patru competiții naționale de mototrial au observat posibilitatea inițierii mult mai usoare a tineriilor în mototrial prin practicarea pentru început al biketrialului. Primul concurs internațional supravegheat de UCI a avut loc în anul 1984.

## Regulamentul și desfășurarea competițiilor

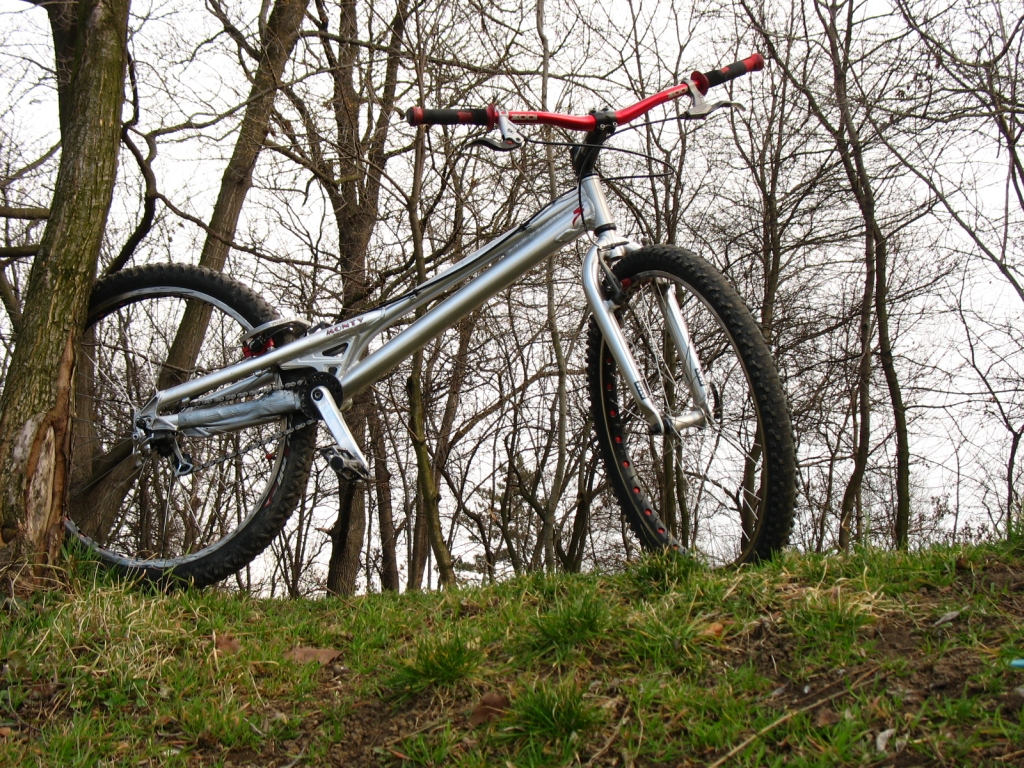
Bicicleta de trial de 26" (Stock)

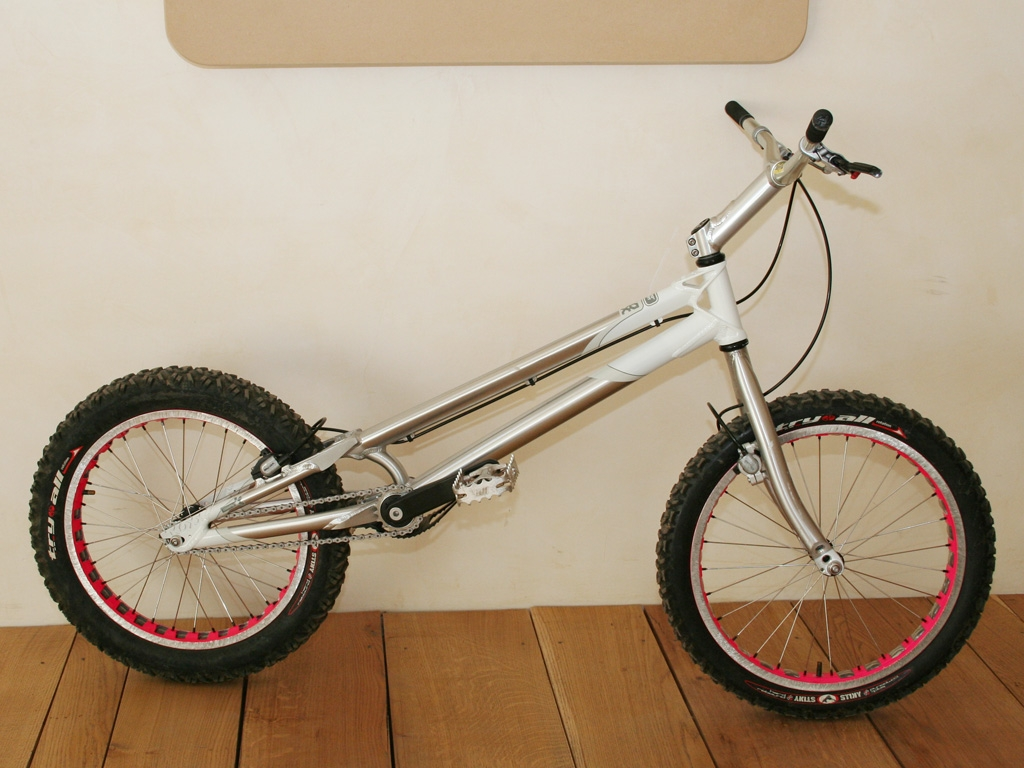
Bicicleta de trial de 20" (Mod)

Competițiile se pot desfășura în aer liber (outdoor) sau într-o sală (indoor). Traseele sau secțiunile se compun dintr-o serie de diverse obstacole, naturale și/sau artificiale, iar construirea acestora și alegerea tipurilor de obstacole este la latitudinea organizatorilor. Câteva exemple de obstacole folosite: paleți, cauciucuri, bobine, pietre de dimensiuni mari, caroserii de mașini. La fiecare secțiune este repartizat un arbitru care urmărește concurentul în timp ce parcurge traseul, îl cronometrează și îl penalizează corespunzător dacă este cazul. Concursurile oficiale sunt supravegheate de Uniunea Ciclistă Internațională UCI și arbitrii oficiali a acesteia.
Concurenții au la dispoziție 2 minute și jumătate pentru parcurgerea unei secțiuni. Atingerea obstacolelor sau a terenului cu piciorul sau pedala, respectiv ghidonul se penalizează cu 1 punct și respectiv 3 puncte iar punerea ambelor picioare pe sol aduce automat
maximul de puncte pentru traseul respectiv și anume 5 puncte. În final caștigă cel care a acumulat cele mai puține puncte.

Există 2 categorii de biciclete acceptate:
- cu diametrul roților de 26 inci (Stock bike)
- cu diametrul roților de 20 inci (Mod bike)

## Bicicletele
Bicicletele de trial au o geometrie specială pentru a permite cicliștilor să le manevreze cu usurință cât mai mare și cu precizie cât mai bună. Chiar dacă piesele sunt fabricate din cele mai rezistente aliaje, ele pot fi foarte ușor stricate de un începător lipsit de experiență. Un detaliu care sare în ochi și este de neconceput pentru mulți necunoscători este lipsa șeii.

În funcție de vârstă și tipul bicicletei avem următoarele categorii:

•Pentru 20":

Poussins: 9-10 ani: traseul alb;

Benjamins: 11-12 ani: traseul albastru;

Minimes: 13-15 ani: traseul verde;

Juniori: 16-18 ani: traseul roșu;

Elite: peste 18 ani: traseul galben.

•Pentru 26":

Juniori: 16-18 ani: traseul roșu;

Elite: peste 18 ani: traseul galben.

Numărul de secțiuni și runde pentru fiecare tip de competiție:

Campionatele Mondiale, calificari: 8 secțiuni, 2 runde;

Campionatele Mondiale, finale: 4 secțiuni, 2 runde;

Campionatele Mondiale, feminin: 4 secțiuni 20”, 4 secțiuni 26”, 2 runde;

World Youth Games: 5 secțiuni, 3 runde.

## Trialul în România
Dacă trialul este mult apreciat pe plan internațional, având multiple concursuri și emisiuni dedicate la multe posturi mari de televiziune din Europa, SUA, Japonia, Australia șamd, în România se află într-o stare destul de slabă. Deși există mulți trialiști în România, condițiile de antrenament sunt extrem de precare. Acest lucru a făcut ca până în prezent România să nu poată trimite nici un concurent la concursurile internaționale!

Pas cu pas, trialiștii din majoritatea orașelor românești în care se practică acest sport au primit din partea administrației locale terenuri sportive. Din Arad în Sfîntu Gheorghe sunt numeroase orașe în care primăriile au acordat pentru trial cel puțin un teren spre a putea fi amenajat corespunzător. Acest lucru dă speranța că, în ciuda prețurilor foarte mari ale materialelor (o bicicletă de trial ajunge chiar la 3300 euro), și sportivii români vor intra în arena competițiilor internaționale de trial.

CONCURSURI de Trial în România
Cluj on THe Rocks '08, 9-10 august Arhivat în 7 iunie 2009, la Wayback Machine.

TRial Jam 6 ORADEA 2008[nefuncțională]

RAID EXTREM TRIAL OPEN Bucuresti 2007 [nefuncțională]

Cisnadie 2007 Campionat national[nefuncțională]

TRial Jam 5 ORADEA 2007[nefuncțională]

Campionat National Cluj NApoca 2006[nefuncțională]

Resita 2006[nefuncțională]

Timisoara 2006[nefuncțională]